# Cantón de Songeons
El cantón de Songeons era una división administrativa francesa, que estaba situada en el departamento de Oise y la región de Picardía.

## Composición
El cantón estaba formado por veintiocho comunas:
- Bazancourt
- Buicourt
- Crillon
- Ernemont-Boutavent
- Escames
- Fontenay-Torcy
- Gerberoy
- Glatigny
- Grémévillers
- Hannaches
- Hanvoile
- Haucourt
- Hécourt
- Lachapelle-sous-Gerberoy
- Lhéraule
- Loueuse
- Martincourt
- Morvillers
- Saint-Deniscourt
- Saint-Quentin-des-Prés
- Senantes
- Songeons
- Sully
- Thérines
- Villembray
- Villers-sur-Auchy
- Vrocourt
- Wambez

## Supresión del cantón de Songeons
En aplicación del Decreto n.º 2014-196 de 20 de febrero de 2014, el cantón de Songeons fue suprimido el 22 de marzo de 2015 y sus 28 comunas pasaron a formar parte del nuevo cantón de Grandvilliers.